# Pesma za Evroviziju '24
La terza edizione di Pesma za Evroviziju (in cirillico: Песма за Евровизију?) si è svolta dal 27 febbraio al 2 marzo 2024 e ha selezionato il rappresentante della Serbia all'Eurovision Song Contest 2024 a Malmö.
La vincitrice è stata Teya Dora con Ramonda.

## Organizzazione
Il 14 luglio 2023 l'emittente Radio-televizija Srbije (RTS) ha confermato la partecipazione della Serbia all'Eurovision Song Contest 2023, annunciando inoltre l'organizzazione della 3ª edizione di Pesma za Evroviziju per selezionare il proprio rappresentante.
A partire dal 1º agosto 2023, l'emittente ha dato la possibilità agli aspiranti partecipanti di inviare i propri brani entro il 1º novembre dello stesso anno, scadenza poi estesa fino al successivo 10 novembre, con la condizione che le canzoni fossero principalmente scritte in lingua serba o in una delle sue lingue co-ufficiali.
Il programma ha visto 28 artisti sfidarsi per un biglietto per l'Eurovision Song Contest 2024 a Malmö. Si è articolato in tre spettacoli: due semifinali il 27 e il 29 febbraio 2025, e la finale il successivo 2 marzo.

## Partecipanti
RTS ha selezionato 28 partecipanti fra le 235 proposte ricevute. Gli artisti e i relativi brani sono stati annunciati il 21 dicembre 2023. Tutti i brani sono stati resi disponibili il 25 gennaio 2024.
Fra i concorrenti ci sono anche Konstrakta e Bojana Radovanović che hanno precedentemente rappresentato la Serbia rispettivamente all'Eurovision Song Contest 2022 e al Junior Eurovision Song Contest 2018.
| Artista                    | Titolo          | Lingua         | Compositori                                          |
| -------------------------- | --------------- | -------------- | ---------------------------------------------------- |
| Bojana & David             | No no no        | Serbo          | Boris Subotić, Violeta Mihajlovska                   |
| Breskvica                  | Gnezdo orlovo   | Serbo          | Ivan Đurđević, Miloš Stojković, Relja Putniković     |
| Chai                       | Sama            | Serbo          | Aleksandar Ilić, Ahmed Hajdarović, Teodora Vlahović  |
| Džordži                    | Luna park       | Serbo          | Pavle Subotić, Slavko Milovanović                    |
| Dušan Kurtić               | Zbog tebe živim | Serbo, inglese | Dušan Kurtić, Ivan Kurtić                            |
| Durlanski                  | Muzika          | Serbo          | Aleksandar Ilić, Dušan Anisimov, Ahmed Hajdarović    |
| Filarri                    | Ko je ta žena?  | Serbo          | Andrijano Kadović, Nikola Kirćanski                  |
| Filip Baloš                | Duga je noć     | Serbo          | Filip Baloš, Ivana Lukić                             |
| Hydrogen                   | Nemoguća misija | Serbo          | Hydrogen                                             |
| Hristina                   | Bedem           | Serbo          | Hristina Vuković                                     |
| Iva Lorens                 | Dom             | Serbo          | Andrija Gavrilović, Iva Mišović                      |
| Ivana Vladović             | Jaka            | Serbo          | Milan Stanković                                      |
| Kat Dosa                   | Tajni začin     | Serbo          | Bojana Vunturišević, Slobodan Veljković              |
| Kavala                     | Vavilon         | Serbo          | Boris Krstajić, Jana Rančić                          |
| Keni Nije Mrtav            | Dijamanti       | Serbo          | Mateja Đokić, Matija Pešić, Sava Tomić               |
| Konstrakta                 | Novo, bolje     | Serbo          | Ana Đurić, Jovan Antić, Milovan Bošković             |
| Lena Kovačević             | Zovi me Lena    | Serbo          | Darko Dimitrov, Robert Bilbilov, Vladimir Danilović  |
| Marko Mandić               | Dno             | Serbo          | Marko Mandić, Nemanja Filipović                      |
| Martina Vrbos              | Da me voliš     | Croato         | Martina Vrbos                                        |
| Milan Bujaković            | Moje tvoje      | Serbo          | Lionel Lombard, Maya Sar, Petar Pupić                |
| M.ira                      | Percepcija      | Serbo, inglese | Lazar Belić, Mira Maletković                         |
| Nadia                      | Sudari          | Serbo, inglese | Kosta Pantelić, Nađa Terzić, Nikola Denčić           |
| Nemanja Radošević          | Jutra bez tebe  | Serbo          | Saša Milošević Mare                                  |
| Saša Báša & Virtual Ritual | Elektroljubav   | Serbo          | Aleksa Stanković, Petar Milošević, Saša Báša         |
| Teya Dora                  | Ramonda         | Serbo          | Andrijano Kadović, Luka Jovanović, Teodora Pavlovska |
| Yanx                       | Kolo            | Serbo          | Mikos Mikeli, Saška Janković                         |
| Zejna                      | Najbolja        | Serbo          | Marko Drežnjak, Zvonimir Đukić                       |
| Zorja                      | Lik u ogledalu  | Serbo          | Lazar Pajić, Vladan Maksimović, Zorja Pajić          |

## Semifinali
Le semifinali si sono svolte in due serate, il 27 ed il 29 febbraio 2024, e ha visto competere 14 partecipanti per gli 8 posti per puntata destinati alla finale. La divisione e l'ordine d'esibizione delle semifinali sono stati resi noti il 24 gennaio 2024.

### Prima semifinale
La prima semifinale si è svolta il 27 febbraio 2024 presso lo Studio 8 di RTS. L'ordine d'esibizione è stato reso noto il 24 gennaio 2024.
Nevena Božović, rappresentante della Serbia all'Eurovision Song Contest 2019, ha aperto la serata esibendosi con Tattoo, brano vincitore dell'Eurovision Song Contest 2023; mentre, durante l'intervallo i Gift, Dragana Radaković, gli Orthodox Celts, Dejan Petrović con i Dragačevske vezilje, Ivana Peters, Zoe Kida, Ksenija Knežević, Julijana Vincan, Igor Simić, Mladen Lukić e Miloš Marković si sono esibiti in un medley della discografia degli ABBA.
Ad accedere alla finale sono stati Marko Mandić, M.ira, Bojana & David, Lena Kovačević, Breskvica, Hristina, Zorja e Keni Nije Mrtav.
| #  | Artista                    | Titolo         | Punteggio | Punteggio | Punteggio | Punteggio | Punteggio | Posizione |
| #  | Artista                    | Titolo         | Giuria    | Giuria    | Televoto  | Televoto  | Totale    | Posizione |
| -- | -------------------------- | -------------- | --------- | --------- | --------- | --------- | --------- | --------- |
| 1  | Marko Mandić               | Dno            | 31        | 6         | 722       | 0         | 6         | 8         |
| 2  | M.ira                      | Percepcija     | 10        | 3         | 1 786     | 6         | 9         | 7         |
| 3  | Bojana & David             | No no no       | 21        | 4         | 5 492     | 10        | 14        | 3         |
| 4  | Lena Kovačević             | Zovi me Lena   | 36        | 7         | 1 427     | 3         | 10        | 5         |
| 5  | Saša Báša & Virtual Ritual | Elektroljubav  | 7         | 1         | 972       | 1         | 2         | 12        |
| 6  | Martina Vrbos              | Da me voliš    | 5         | 0         | 516       | 0         | 0         | 13        |
| 7  | Filarri                    | Ko je ta žena? | 4         | 0         | 1 707     | 5         | 5         | 9         |
| 8  | Breskvica                  | Gnezdo orlovo  | 58        | 12        | 18 878    | 12        | 24        | 1         |
| 9  | Hristina                   | Bedem          | 40        | 8         | 1 532     | 4         | 12        | 4         |
| 10 | Ivana Vladović             | Jaka           | 23        | 5         | 809       | 0         | 5         | 10        |
| 11 | Chai                       | Sama           | 3         | 0         | 1 053     | 2         | 2         | 11        |
| 12 | Zorja                      | Lik u ogledalu | 45        | 10        | 3 360     | 8         | 18        | 2         |
| 13 | Kavala                     | Vavilon        | 0         | 0         | 753       | 0         | 0         | 13        |
| 14 | Keni Nije Mrtav            | Dijamanti      | 7         | 2         | 2 573     | 7         | 9         | 6         |

### Seconda semifinale
La seconda semifinale si è svolta il 29 febbraio 2024 presso lo Studio 8 di RTS. L'ordine d'esibizione è stato reso noto il 24 gennaio 2024.
Luke Black, rappresentante della Serbia all'Eurovision Song Contest 2023, ha aperto la serata esibendosi con il suo brano eurovisivo Samo mi se spava, mentre, durante l'intervallo si è esibito con i brani God's Too Cool e Chainsaws in Paradise, seguito da Sanja Vučić con Cha cha cha, dalle Hurricane con Fuego e da Princ con Soldi.
Ad accedere alla finale sono stati Iva Lorens, Zajna, Nemanja Radošević, Džordži, Dušan Kurtić, Teya Dora, Konstrakta e Milan Bujaković.
| #  | Artista           | Titolo          | Punteggio | Punteggio | Punteggio | Punteggio | Punteggio | Posizione |
| #  | Artista           | Titolo          | Giuria    | Giuria    | Televoto  | Televoto  | Totale    | Posizione |
| -- | ----------------- | --------------- | --------- | --------- | --------- | --------- | --------- | --------- |
| 1  | Nadia             | Sudari          | 13        | 3         | 815       | 0         | 3         | 12        |
| 2  | Hydrogen          | Nemoguća misija | 7         | 0         | 1 511     | 4         | 4         | 9         |
| 3  | Iva Lorens        | Dom             | 0         | 0         | 2 122     | 7         | 7         | 5         |
| 4  | Zejna             | Najbolja        | 36        | 8         | 1 632     | 6         | 14        | 3         |
| 5  | Filip Baloš       | Duga je noć     | 10        | 1         | 1 482     | 3         | 4         | 10        |
| 6  | Nemanja Radošević | Jutra bez tebe  | 11        | 2         | 1 602     | 5         | 7         | 6         |
| 7  | Yanx              | Kolo            | 19        | 4         | 798       | 0         | 4         | 11        |
| 8  | Kat Dosa          | Tajni začin     | 0         | 0         | 1 461     | 2         | 2         | 13        |
| 9  | Džordži           | Luna park       | 28        | 5         | 3 278     | 8         | 13        | 4         |
| 10 | Dušan Kurtić      | Zbog tebe živim | 36        | 7         | 951       | 0         | 7         | 7         |
| 11 | Teya Dora         | Ramonda         | 60        | 12        | 6 230     | 12        | 24        | 1         |
| 12 | Konstrakta        | Novo, bolje     | 41        | 10        | 5 997     | 10        | 20        | 2         |
| 13 | Milan Bujaković   | Moje tvoje      | 29        | 6         | 570       | 0         | 6         | 8         |
| 14 | Durlanski         | Muzika          | 0         | 0         | 1 216     | 1         | 1         | 14        |

## Finale
La finale si è tenuta il 2 marzo 2024 presso lo Studio 8 di RTS ed è stata presentata da Dragana Kosjerina e Slaven Došlo.
Željko Joksimović, rappresentante della Serbia e Montenegro all'Eurovision Song Contest 2004 e della Serbia nel 2012, ha aperto la serata esibendosi con il suo brano eurovisivo Lane moje mentre, durante l'intervallo si è esibito con vari brani della sua discografia, tra cui l'altro singolo eurovisivo Nije ljubav stvar.
A vincere il voto della giuria e il televoto sono state rispettivamente Teya Dora e Breskvica; tuttavia, gli scarsi risultati nel voto della giuria per Breskvica, hanno fatto sì che Teya Dora vincesse una volta sommati i punteggi.
| #  | Artista           | Titolo          | Punteggio | Punteggio | Punteggio | Punteggio | Punteggio | Posizione |
| #  | Artista           | Titolo          | Giuria    | Giuria    | Televoto  | Televoto  | Totale    | Posizione |
| -- | ----------------- | --------------- | --------- | --------- | --------- | --------- | --------- | --------- |
| 1  | Iva Lorens        | Dom             | 10        | 2         | 1 554     | 0         | 2         | 12        |
| 2  | Džordži           | Luna park       | 8         | 1         | 5 085     | 5         | 6         | 8         |
| 3  | Breskvica         | Gnezdo orlovo   | 28        | 5         | 45 160    | 12        | 17        | 2         |
| 4  | Teya Dora         | Ramonda         | 44        | 12        | 28 114    | 10        | 22        | 1         |
| 5  | Hristina          | Bedem           | 12        | 3         | 1 092     | 0         | 3         | 10        |
| 6  | Marko Mandić      | Dno             | 7         | 0         | 1 030     | 0         | 0         | 14        |
| 7  | M.ira             | Percepcija      | 3         | 0         | 1 678     | 1         | 1         | 13        |
| 8  | Nemanja Radošević | Jutra bez tebe  | 4         | 0         | 1 630     | 0         | 0         | 14        |
| 9  | Milan Bujaković   | Moje tvoje      | 0         | 0         | 414       | 0         | 0         | 14        |
| 10 | Keni Nije Mrtav   | Dijamanti       | 7         | 0         | 2 518     | 2         | 2         | 11        |
| 11 | Zorja             | Lik u ogledalu  | 42        | 10        | 10 532    | 7         | 17        | 3         |
| 12 | Zejna             | Najbolja        | 31        | 7         | 3 627     | 4         | 11        | 5         |
| 13 | Konstrakta        | Novo, bolje     | 34        | 8         | 19 537    | 8         | 16        | 4         |
| 14 | Bojana & David    | No no no        | 3         | 0         | 8 773     | 6         | 6         | 7         |
| 15 | Lena Kovačević    | Zovi me Lena    | 29        | 6         | 1 676     | 0         | 6         | 9         |
| 16 | Dušan Kurtić      | Zbog tebe živim | 28        | 4         | 2 834     | 3         | 7         | 6         |

## Ascolti
| Puntata    | Messa in onda    | Telespettatori | Rating | Note   |
| ---------- | ---------------- | -------------- | ------ | ------ |
| Semifinali | 27 febbraio 2024 | 1 300 000      | 19,53% | [ 14 ] |
| Semifinali | 29 febbraio 2024 | 1 265 000      | 16,16% | [ 15 ] |
| Finale     | 2 marzo 2024     | 1 645 000      | 26,01% | [ 16 ] |
| Media      | Media            | 1 403 000      | 20,57% |        |